# Ростовська оборонна операція (1941)
Ростовська оборонна операція (1941) — оборонна операція радянських військ Південного фронту (генерал-полковник Черевиченко Я. Т.) та 56-ї окремої армії (генерал-лейтенант Ремезов Ф. М.) під час операції «Барбаросса», що проводилася з 5 по 16 листопада 1941 з метою відбиття наступу основних сил німецької групи армій «Південь» (генерал-фельдмаршал Г.фон Рундштедт). У результаті проведення операції були зірвані плани Вермахту щодо оточення військ Південного фронту під Ростовом та прориву його військ на Кавказ, сковані значні сили німецької армії та створені передумови для проведення Ростовської наступальної операції. Успіху операції сприяли своєчасне викриття задуму противника на наступ, вміла організація протитанкової оборони, стійкість військ, що оборонялися.

## Хід операції
Після поразки у Донбаській оборонній операції війська центру та лівого крила Південного фронту до кінця 4 листопада відійшли на рубіж Дебальцеве, західніше станиці Большекрепінська, Хапри, де перейшли до оборони. Радянське командування, розкривши підготовку супротивником удару на ростовському напрямі з метою прориву на Кавказ, вжило термінових заходів щодо посилення оборони і одночасно розпочало підготовку проведення контрнаступальної операції під Ростовом. Одночасно задача безпосередньої оборони міста Ростова була покладена на 56-ту окрему армію.
5 листопада розпочався наступ німецьких військ; командування групи армій «Південь» прагнуло глибоким охоплюючим маневром 1-ї танкової армії обійти місто з півночі та північного сходу через Дякове, Шахти, Новочеркаськ, оточити і знищити війська 9-ї і 56-ї окремої армії, захопити плацдарм на південному березі Дону. Частина сил німецької 17-ї польової армії та італійського експедиційного корпусу наступали на Ворошиловград з метою скувати інші сили Південного фронту, і таким чином, забезпечити успіх 1-й танковій армії. Основні події боротьби розгорнулися на правому фланзі 9-ї армії, де головні сили німецької 1-ї танкової армії завдавали головний удар.
Спираючись на протитанкові опорні пункти в районі Дякове, радянські війська відбили танкові атаки, скували тут 3 дивізії Вермахту та завдали їм великих втрат. 6-7 листопада війська 9-ї загальновійськової армії провели кілька потужних контратак. До 11 листопада противникові ціною великих втрат вдалося вклинитися в оборону 9-ї армії на 30 км, але розвинути успіх в напрямку на Шахти і далі на Новочеркаськ він не зміг. 1-ша німецька танкова армія отримала завдання опанувати Ростовом наступом з півночі. Однак до кінця 16 листопада її ударне угрупування змогла просунутися на південь тільки до кордону Пугачов, північніше Генеральського. В результаті Ростовської оборонної операції були зірвані плани німецького командування щодо оточення військ Південного фронту під Ростовом і прориву на оперативний простір з подальшим виходом на Кавказ. 17 листопада війська Південного фронту перейшли в контрнаступ, розпочавши Ростовську наступальну операцію.